# Ernst Raupach
Ernst Benjamin Salomo Raupach, född den 21 maj 1784 i Straupitz, nära Liegnitz i Schlesien, död den 18 mars 1852 i Berlin, var en tysk teaterförfattare. Han var gift med skådespelerskan och författarinnan Pauline Raupach.
Raupach fick anställning som informator 1804 i Sankt Petersburg och 1817 blev han professor i världshistoria vid universitetet i staden. Han tvingades dock 1823 att begära avsked på grund av intriger, varefter han bosatte sig i Berlin där han regelbundet försåg hovteatern med alster. I politiken hyllade han absolutistiska åsikter. Han var under hela sin uppfostran en utpräglad förståndsmänniska, vilket visade sig i hans verk genom brist på fantasi och medkänsla. 
I syfte att åstadkomma ett nationellt utbildningsmedel behandlade han (1825–1832) regentätten Hohenstaufens historia i en serie på 15 dramer, som tillkom genom en dialogisering av Friedrich von Raumers historieverk. Raupachs teori var att dramatikern inte fick förändra eller lägga till något till historien, vars innehåll han ansåg innehöll sanningen som inte fick förvanskas. Dramerna var, med några få undantag, enformiga, utan poetiska inslag och bred jambdeklamation.
Raupach använde även Cromwell och Mirabeau som hjältar i historiska dramer. Han skrev även skådespel, som syftade till en lösning av någon etisk eller social fråga, som till exempel Isidor und Olga (1825), samt en mängd lustspel, däribland Lasst die Todten ruhen (1825, Det levande spöket), den poetiska komedin Die Schule des Lebens (1835, Lifvets skola), Die Schleichhändler (1828, Smyghandlarna) och Der Zeitgeist (1830, Tidsandan).
Raupachs lustspel var säkert byggda och ganska roande, men vardagligt plumpa i språk och kvickheter. I styckets medelpunkt satte han gärna en kall satiriker, som höll ihop handlingen. I alla Raupachs pjäser var karaktärsteckningen i hög grad schematisk, men den led inte brist på teatralisk effekt. Han författade ett åttiotal verk. I nära två årtionden behärskade han Tysklands skådebanor, men glömdes därefter hastigt bort. Raupachs Dramatische Werke utgavs i tillsammans 20 band 1829-43.